# Оберлунгвіц
Оберлунгвіц (нім. Oberlungwitz) — місто в Німеччині, розташоване в землі Саксонія. Входить до складу району Цвікау.
Площа — 14,67 км2. Населення становить 5851 ос. (станом на 31 грудня 2020).

## Історія
До літа 1992 року у місті в будівлях колишнього машинного заводу Карла Ліберкнехта дислокувався 202-й окремий ремонтно-відновлювальний батальйон бронетанкових озброєнь і техніки зі складу 8-ї гвардійської армії Західної групи військ.

## Галерея

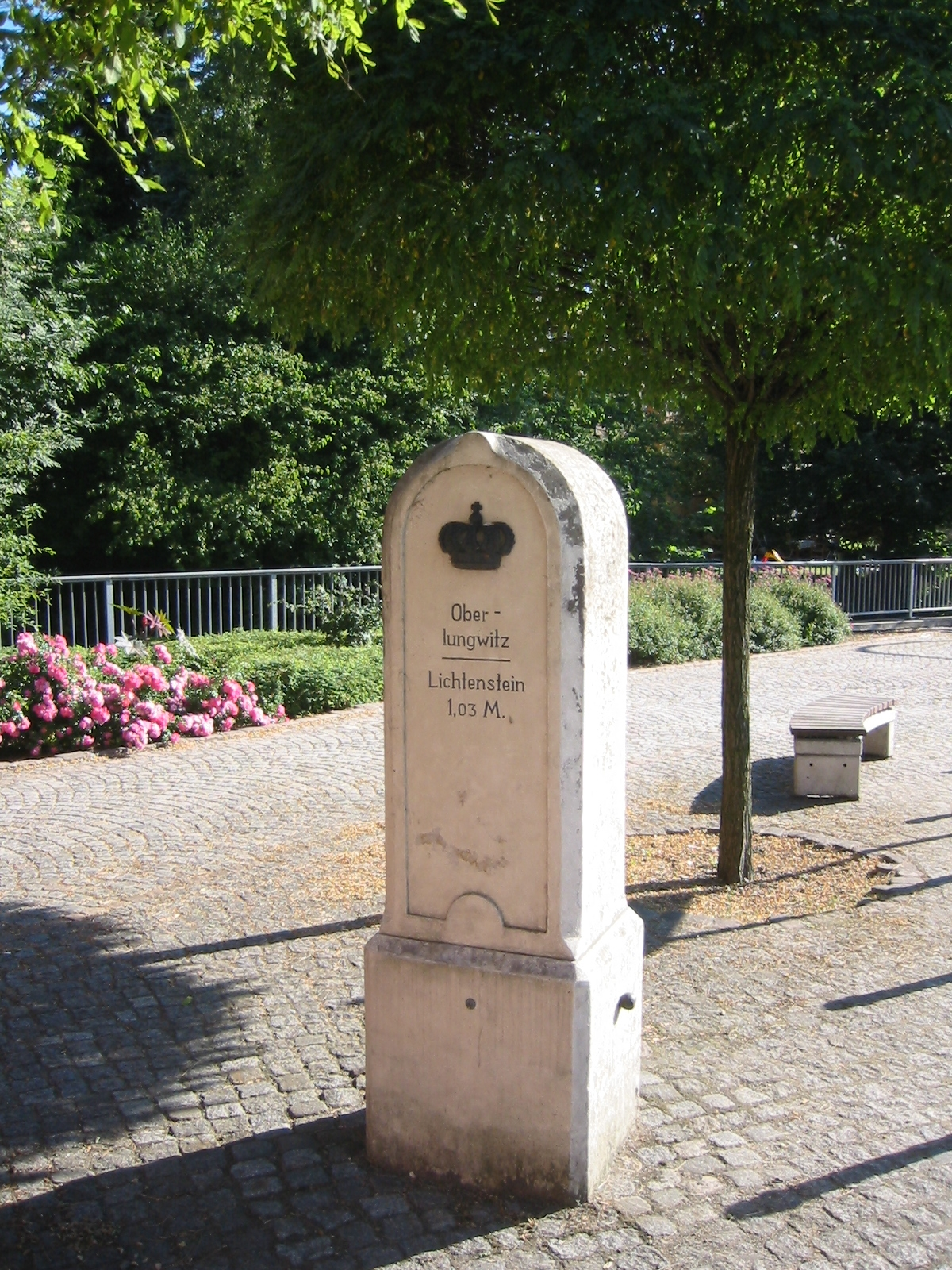
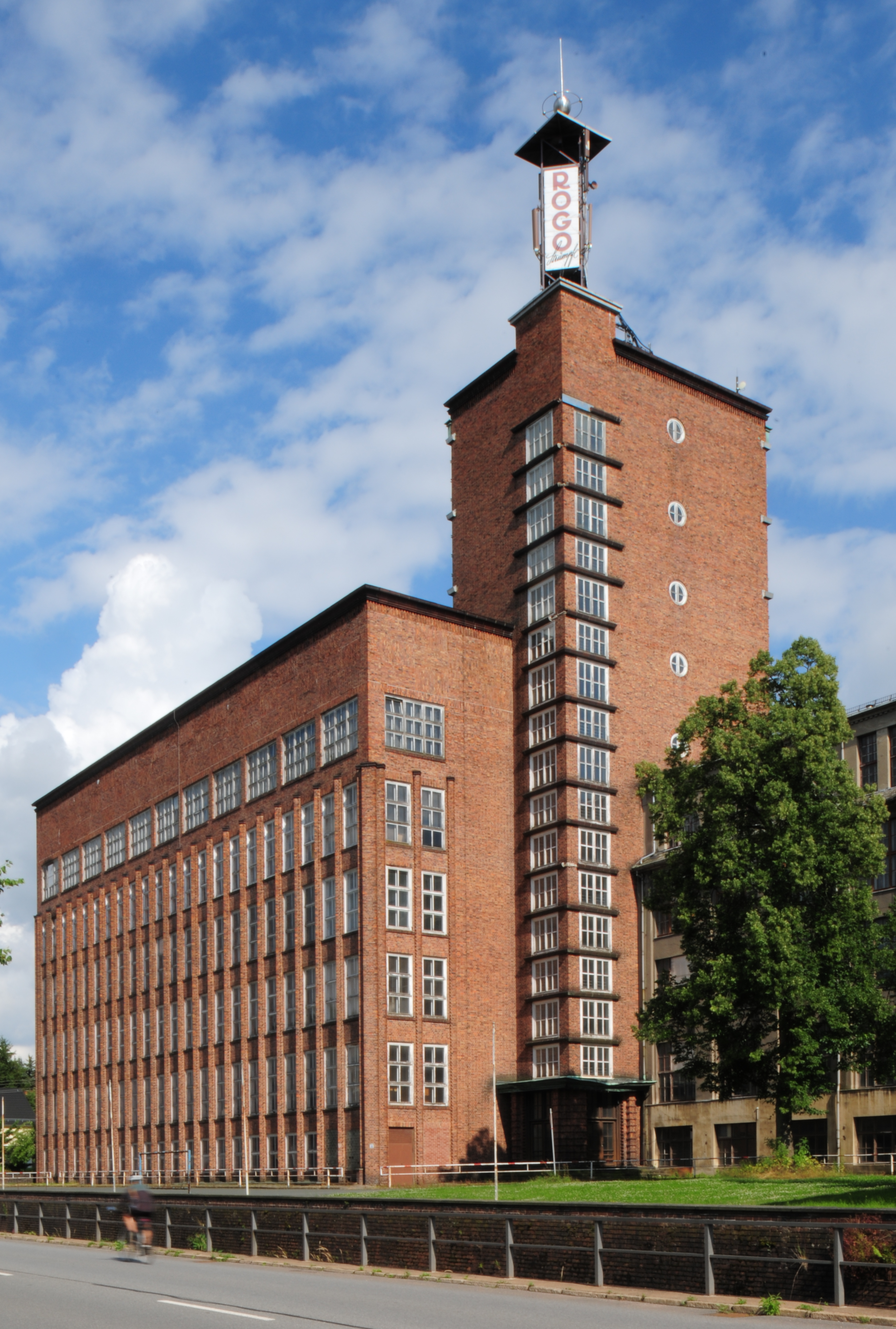